# TRAPPIST-1

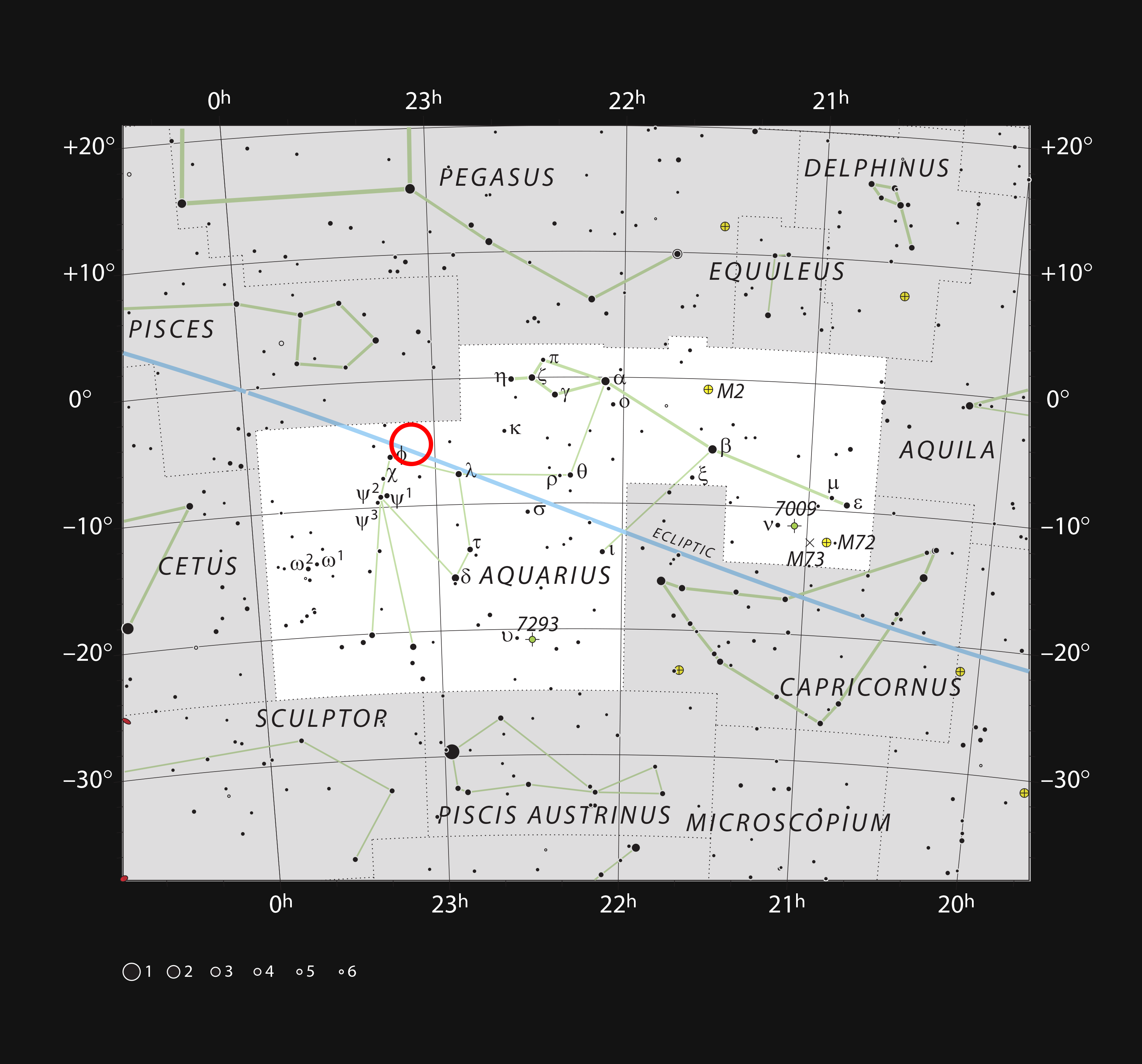
Posició de TRAPPIST-1 (en roig) a la constel·lació d'Aquari.

TRAPPIST-1, coneguda també com a 2MASS J23062928-0502285, és una estrella nana ultra-freda de tipus espectral M8 V (nana roja de tipus avançat) ubicada a 39 anys llum (12 parsecs; 370 petametres) de la Terra, a la constel·lació d'Aquari. No és gaire més gran que Júpiter i emet una fracció de la radiació del Sol, i la seva classe és M8V.
M8.2V
El 2015, un equip d'astrònoms dirigits per Michaël Gillon, de l'Institut d'Astrofísica i Geofísica de la Universitat de Lieja a Bèlgica, va utilitzar el telescopi TRAPPIST (TRAnsiting Planets and PlanetesImals Small Telescope, en català Telescopi Petit per a Planetes en Trànsit i planetesimals) a l'Observatori de la Silla al desert d'Atacama (Xile) per observar TRAPPIST-1 i buscar-hi planetes de mida similar a la Terra que la orbitessin mitjançant el mètode de trànsit, i en descobriren tres, TRAPPIST-1 b, TRAPPIST-1 c i TRAPPIST-1 d. El 22 de febrer del 2017, un grup d'astrònoms sota la direcció del mateix Gillon anunciaren el descobriment de quatre exoplanetes més al voltant de TRAPPIST-1. A més del TRAPPIST, aquesta cerca va utilitzar el Very Large Telescope del Paranal i el Telescopi espacial Spitzer de la NASA, entre d'altres, i es va descobrir que almenys tres, i possiblement tots, estan en la seva zona d'habitabilitat estel·lar.

## Descobriment
L'estel al voltant del qual orbita el sistema, fou descobert al 1999 durant la investigació ‘Two Micron All-Sky Survey’ (2MASS). Es va catalogar amb la designació "2MASS J23062928-0502285". La numeració fa referència a l'ascensió recta i la declinació de la posició de l'estrella en el cel i la "J" fa referència a l'Època juliana.
Un equip de la Universitat de Lieja va estudiar el sistema i va fer les observacions inicials usant el Transiting Planets and Planetesimals Small Telescope–South des de setembre a desembre de 2015 i va publicar els seus descobriments al maig de 2016 a la revista Nature. El nom del telescopi i de l'acrònim resultant fa referència a la cervesa trapista produïda per l'ordre religiosa dels trapencs de Bèlgica. Quan es van descobrir els primers exoplanetes al seu voltant, els seus descobridors la designaren com a "TRAPPIST-1".
Els planetes es designen en l'ordre del seu descobriment, començant amb la b per al primer planeta descobert, c per al segon i així successivament. Els tres primers planetes al voltant de TRAPPIST-1 es van anomenar b, c i d en ordre ascendent del seu període orbital, i el segon conjunt de descobriments van rebre la designacions de e fins h.

## Sistema planetari
Els set petits planetes, anomenats TRAPPIST-1 b, TRAPPIST-1 c, TRAPPIST-1 d, TRAPPIST-1 e, TRAPPIST-1 f, TRAPPIST-1 g i TRAPPIST-1 h, orbiten molt a prop de l'estrella, el més proper, TRAPPIST-1 b, a només 0,011 ua; i el més llunyà, TRAPPIST-1 h, a 0,06 ua (Mercuri es troba a 0,387 ua del Sol).
Els períodes orbitals, temps que empren en realitzar una volta a la seva estrella, són extremadament curts comparats amb els dels planetes del sistema solar. Van des d'1,51 dies per a TRAPPIST-1 b, a uns 20 dies per a TRAPPIST-1 h.
Al voltant de les dimensions, són semblants a la Terra. El més petit, TRAPPIST-1 h, té un radi 0,76 vegades el radi de la Terra; i el major, TRAPPIST-1 g, és lleugerament més gran que la Terra, amb un radi 1,13 vegades superior.
Les masses també són semblants a la de la Terra. El menys massiu és TRAPPIST-1 d, que té una massa 0,41 vegades la de la Terra; i el més massiu és TRAPPIST-1 c amb 1,38 vegades la massa de la Terra (la massa de TRAPPIST-1 h no s'ha pogut determinar).
Ref:

### Ressonància orbital
Les òrbites dels planetes b-g es troben pràcticament en ressonància en tenir uns període d'aproximadament 24/24, 24/15, 24/9, 24/6, 24/4 24/3, respectivament, o proporcions amb el veí més proper (de dins enfora) d'uns 8/5, 5/3, 3/2, 3/2 i 4/3 (1.603, 1.672, 1.506, 1.509 i1.342). Això representa la cadena més llarga coneguda d'exoplanetes quasi ressonants, i es pensa que aquest fet resulta de les interaccions entre els planetes mentre migraven cap a l'interior amb el disc protoplanetari residual després d'haver-se format a distàncies més llunyanes. Aquesta migració incrementa la possibilitat que hi hagi quantitats substancials d'aigua en aquests planetes. Es desconeix si h presenta una ressonància orbital amb els altres sis planetes a causa del escàs coneixement del seu període orbital.